# Argyria nivalis
Argyria nivalis là một loài bướm đêm trong họ Crambidae.